# Filipstadspartiet
Filipstadspartiet (FIL) var ett lokalt politiskt parti i Filipstads kommun, som bildades inför valet till kommunfullmäktige 2010. 
I valet till kommunfullmäktige i Filipstads kommun 2010 fick Filipstadspartiet 5,7 procent av rösterna och fick därmed två mandat i kommunfullmäktige.
I valet 2014 minskade partiet och fick 2,72 procent av rösterna och fick därmed ett mandat i kommunfullmäktige.

## Valresultat
| År   | Röster | %    | Mandat  |
| ---- | ------ | ---- | ------- |
| 2010 | 384    | 5,70 | 2 av 49 |
| 2014 | 182    | 2,72 | 3 av 49 |